# Asteriscus schultzii

Asteriscus schultzii es una especie del género Asteriscus nativa de las Islas Canarias. 

## Descripción
Asteriscus schultzii es una especie nativa en Canarias. Se diferencia por sus hojas algo vellosas, suculentas, espatuladas y con los bordes ciliados ligeramente dentados. Los capítulos poseen lígulas de color blanquecino o amarillo pálido. Se encuentra en las islas de Lanzarote y Fuerteventura y también se ha citado en algunos lugares costeros de Marruecos.  Esta especie se incluye en el Catálogo de Especies Amenazadas de Canarias, como sensible a la alteración de su hábitat, en las islas de Lanzarote y Fuerteventura.

## Taxonomía
Asteriscus schultzii fue descrita por (Bolle) Pit. & Proust y publicado en Les Iles Canaries [Pitard & Proust]: 224 (1909)
Etimología
Asteriscus: nombre genérico que procede del griego asteriskos, que significa pequeña estrella.
schultzii: epíteto dedicado a Carl Heinrich Schultz (1805-1867), médico y botánico alemán, especialista en plantas de la familia (Asteraceae).
Sinonimia
- Odontospermum schultzii Bolle (1859) basónimo
- Nauplius schultzii (Bolle) Wiklund (1986)
- Bubonium schultzii (Bolle) Svent. (1969)
- Bubonium longiradiatum Maire (1939)
- Odontospermum lanzarotense Hutch. (1916)[1]

## Nombre común
Se conoce como "tojia blanca".